# Loi de Starling

## Loi de Starling (cardiologie)
La loi de Starling décrit le fonctionnement du ventricule cardiaque.
Le cœur s'adapte à la précharge en changeant sa force de contractilité. Ainsi la force contractile libérée à la systole est fonction directe du degré d'étirement de sa fibre myocardique à la diastole jusqu'à un point critique qui correspond à une longueur fixe du sarcomère du muscle cardiaque.
"Dans les limites physiologiques, le cœur éjecte la moitié du sang qui lui parvient ".[réf. nécessaire]

## Loi de Starling (néphrologie)
En néphrologie, l'équation de Starling décrit la pression glomérulaire dépend de la pression hydrostatique et de la pression oncotique
{\displaystyle {\dot {Q}}=P\cdot S[(P_{c}-P_{i})-\sigma (\pi _{c}-\pi _{i})]}
avec :
- {\displaystyle {\dot {Q}}} , le flux (m3·s-1)
- {\displaystyle P}, la perméabilité de la membrane (Pa = kg·m−1·s−2)
- {\displaystyle S}, la surface d'échange (m2 )
- {\displaystyle P_{c}}, la pression hydrostatique capillaire (Pa = kg·m−1·s−2)
- {\displaystyle P_{i}}, la pression hydrostatique interstitielle (Pa = kg·m−1·s−2)
- {\displaystyle \sigma }, le coefficient de réflexion (dépend de la membrane et de la molécule (adimensionnel))
- {\displaystyle \pi _{c}}, la pression oncotique capillaire (Pa = kg·m−1·s−2)
- {\displaystyle \pi _{i}}, la pression oncotique interstitielle (Pa = kg·m−1·s−2).

Si {\displaystyle {\dot {Q}}} est positif, on a un flux des capillaires vers le milieu interstitiel, et si ce flux est supérieur à la capacité de réabsorption des lymphatiques, on a la création d'un œdème.